# Parque nacional Eifel
Parque nacional Eifel (en alemán: Nationalpark Eifel) es el  parque nacional número 14 en Alemania y el primero en el estado de Renania del Norte-Westfalia.
Se encuentra en el norte de la región de Eifel entre Nideggen en el norte, Gemünd en el sur y la frontera belga, en el suroeste. El  decreto legislativo por el cual el estado sienta las bases para el parque esta en vigor desde el 1 de enero de 2004. El área cubre aproximadamente 10 700 hectáreas, limita al noroeste con el embalse de Rur, e incluye el embalse vecino de Urft, la antigua Área de Entrenamiento Militar Vogelsang, pero no la de Ordensburg Vogelsang (usada por los nazis) en sí misma. El terreno de la zona de entrenamiento militar estuvo a cargo de las Fuerzas Armadas belgas y era utilizada por tropas de la OTAN, la meseta de Dreiborn, constituye alrededor de 3300 hectáreas de toda la zona y ha sido abierta al público desde el 1 de enero de 2006.
El parque está atravesado por varias rutas de senderismo como las denominadas Eifelsteig y Matthiasweg